# Revolution (politik)
 For alternative betydninger, se Revolution. (Se også artikler, som begynder med Revolution)
En revolution (af latin revolutio, omvæltning) er en fundamental ændring, som ofte knyttes til samfundsændringer og regimeskift.